# عبد الرحمن الجهني (ممثل)
عبد الرحمن الجهني ممثل سعودي بدأ يخطو أولى خطوته التمثيلية في فيلم وجدة بعام 2012 مع المخرجة هيفاء المنصور الذي منحته دور البطولة المطلقة إلى جانب الممثلة ريم عبد الله وحقق نجاح في هذا الفيلم. يعتبر أصغر ممثل سعودي وأول طفل يشارك في فيلم.